# Amorphoscelis laxeretis
Amorphoscelis laxeretis är en bönsyrseart som beskrevs av Karsch 1894. Amorphoscelis laxeretis ingår i släktet Amorphoscelis och familjen Amorphoscelidae. Inga underarter finns listade i Catalogue of Life.